# 루비루비럽
《루비루비럽》(Ruby Ruby Love)은 2017년 1월 18일부터 2017년 1월 26일까지 네이버TV에서 공개된 웹드라마이다.

## 줄거리
대인기피증을 앓고 있는 이루비(배역은 서현이다.)가 우연히 마법의 반지의 도움을 받아 주얼리 디자이너로 성공하는 이야기를 그린 로맨스 드라마이다.

## 등장 인물
- 서현 : 이루비 역
- 이철우 : 원석 역
- 이이경 : 나지석 역
- 지헤라 : 유비주 역
- 황석정 : 단호박 역